# Áno Klepá
 (juillet 2025).
Áno Klepá (grec moderne : Άνω Κλεπά) est une localité située dans le dème de Naupactie, dans le district régional d'Étolie-Acarnanie, dans la périphérie de Grèce-Occidentale, en Grèce.
Selon le recensement de 2021, elle compte 32 habitants.